# Chasing the Sun (The Wanted)
Chasing the Sun è un singolo del gruppo musicale britannico The Wanted, pubblicato il 17 aprile 2012 come primo estratto dal terzo album in studio Word of Mouth.
Il singolo è incluso anche nell'EP The Wanted ed è stato scritto in collaborazione con Example.

## Tracce
Download digitale
1. Chasing the Sun – 3:14
2. Chasing the Sun (Tantrum Desire Remix) – 5:22
3. Fix You (Live) – 3:29
4. Glad You Came (Live) – 3:22

CD singolo Germania
1. Chasing the Su (U.S. Version) – 3:17
2. Fix You (Live) – 3:29

## Classifiche
| Classifica (2012) | Posizione più alta |
| ----------------- | ------------------ |
| Belgio            | 49                 |
| Canada            | 50                 |
| Irlanda           | 4                  |
| Scozia            | 1                  |
| Regno Unito       | 2                  |

## Date di pubblicazione
| Nazione       | Data           | Formato           | Etichetta                              |
| ------------- | -------------- | ----------------- | -------------------------------------- |
| Stati Uniti   | 17 aprile 2012 | download digitale | Mercury Records, Global Talent Records |
| Danimarca     | 27 aprile 2012 | download digitale | Island Records, Global Talent Records  |
| Finlandia     | 27 aprile 2012 | download digitale | Island Records, Global Talent Records  |
| Francia       | 27 aprile 2012 | download digitale | Island Records, Global Talent Records  |
| Paesi Bassi   | 27 aprile 2012 | download digitale | Island Records, Global Talent Records  |
| Nuova Zelanda | 27 aprile 2012 | download digitale | Island Records, Global Talent Records  |
| Spagna        | 27 aprile 2012 | download digitale | Island Records, Global Talent Records  |
| Svezia        | 27 aprile 2012 | download digitale | Island Records, Global Talent Records  |
| Svizzera      | 27 aprile 2012 | download digitale | Island Records, Global Talent Records  |
| Stati Uniti   | 15 maggio 2012 | Radio             | Mercury Records, Global Talent Records |
| Regno Unito   | 20 maggio 2012 | download digitale | Island Records, Global Talent Records  |
| Regno Unito   | 21 maggio 2012 | CD singolo        | Island Records, Global Talent Records  |
| Germania      | 27 luglio 2012 | CD singolo        | Island Records, Global Talent Records  |